# Nacionalni dan spomina na žrtve komunističnega nasilja
Nacionalni dan spomina na žrtve komunističnega nasilja je bil nacionalni spominski dan v Republiki Sloveniji, obeležen 17. maja. Vlada Republike Slovenije ga je sklepom sprejela 12. maja 2022, prvič pa je bil v spomin na žrtve medvojnega in povojnega komunističnega nasilja praznovan 17. maja 2022. Bil je ukinjen po enem letu, 16. maja 2023.
Datum je bil izbran v spomin na 17. maj 1942, ko se je zgodil prvi množični pomor slovenskih civilistov s strani komunistov, ko so partizani v soteski Iške umorili 53 oseb, povečini slovenske Rome.

## Ozadje
14. vlada Republike Slovenije dan spomina razglasila na 123. redni seji, 12. maja 2022. V obrazložitvi je zapisala, da »Samostojna Republika Slovenija vedenja o razsežnosti komunističnega nasilja kot tudi občutljivosti do žrtev in preganjanih ni zmogla v zadostni meri vnesti v kolektivno zavest, zato je tudi odnos do žrtev komunističnega totalitarizma še vedno ali celo čedalje bolj nepieteten.«
Dan spomina na žrtve komunističnega nasilja je bil prvič obeležen čez nekaj dni, 17. maja 2022, v spomin na prvi množičen pomor nad Slovenci s strani komunistov. Partizani 1. čete Šercerjevega bataljona so takrat umorili 53 ljudi, od tega 49 oseb romske ter 4 osebe slovenske narodnosti. Preživela je ena Rominja, ki pa je bila nato umorjena na Gornjem Igu. Med žrtvami je bilo 26 odraslih (nad 20 let), 2 mladostnika (15–17 let) in 24 otrok (pod 15 let). Med odraslimi umorjenimi je bila tudi ženska v 8. mesecu nosečnosti.

## Proslava 2023
Proslavo, ki se je zgodila na dan ukinitve, so na Trgu republike v Ljubljani pripravili Civilna iniciativa Prebudimo Slovenijo, Vseposvojitev, Nova Slovenska zaveza in Združeni ob lipi sprave. Zbrane sta nagovorila Vlasta Doležal Rus (predsednica Civilne iniciative Prebudimo Slovenijo) in Matija Ogrin (predsednik Nove slovenske zaveze). V kulturnem programu so nastopili Pedro Opeka, Marko Fink, Pavle Ravnohrib, Ana Dežman in Drago Arko.

## Ukinitev
Ob obletnici sprejema, 12. maja 2023, je Mladi forum, podmladek stranke Socialni demokrati, objavil zapis, v katerem sicer obsoja medvojno nasilje in povojne poboje, a uvedbo dneva spomina s strani prejšnje vlade označili kot »Revanšizem, ki v ničemer ne prispeva k pomiritvi in ter zmanjšanju razkola med ljudmi. Gre za primer ideološke borbe, usmerjene v preteklost, namesto, da bi se kot družba soočali z izzivi sedanjosti in prihodnosti.«
Na predvečer dneva spomina, je 15. vlada Republike Slovenije dan spomina na žrtve komunističnega nasilja ukinila. V obrazložitvi so zapisali, da je bil dan sprejet že v času, ko je prejšnja vlada opravljala tekoče posle, prav tako brez strokovne in javne razprave.

### Odzivi

#### SDS
Ukinitev nacionalnega dneva spomina na žrtve komunističnega nasilja je naletela na različne odzive. Slovenska demokratska stranka se je odzvala, da so praznik ukinili ponosni nasledniki zveze komunistov ter da »Gre za eno najbolj zavržnih in sramotnih odločitev v zgodovini samostojne Slovenije. Žalitev za vsakogar, ki premore vsaj trohico sočutja do sočloveka.« Predsednik SDS Janez Janša je ob tem na Twitterju zapisal, da je ta odločitev »Žalitev za vsakogar, ki premore vsaj trohico sočutja do sočloveka« in da je vlada s tem napovedala novo državljansko vojno. Na izrečene besede besede o državljanski vojni sta se kritično med drugim odzvali predsednica republike Nataša Pirc Musar in pravosodna ministrica Dominika Švarc Pipan.

#### Borut Pahor in manjšinske organizacije
Bivši predsednik republike Borut Pahor je ob ukinitvi zapisal, da je bil dan spomina s strani Janševe vlade uveden v času tekočih poslov in brez javne razprave, prav tako pa javne obravnave in potrebne javne podpore ni bilo niti za njegovo ukinitev. Potezo je tako označil kot neprimerno in nesprejemljivo ravnanje vlade Roberta Goloba. Da Slovenija tako spet nima dneva spomina na žrtve komunizma je kot slabo označil tudi v luči ukinitve oz. pridružitve muzeja osamosvojitve ter da se vračamo v čase dveh resnic. 27. maja sta slovenski manjšinski organizaciji Narodni svet koroških Slovencev in Svet slovenskih organizacij podprla izjavo Boruta Pahorja in vlado pozvala k preklicu ukinitve dneva spomina.

#### GlasiloSvobodna beseda
V majski številki Svobodne besede, glasila ZZB za vrednote NOB Slovenije, so bila podana mnenja več ljudi. V uvodniku je Ivan Svetlik, predsednik uredniškega odbora, napisal, da je ZZB NOB v času vlade Roberta Goloba prejela dodatna sredstva za svoje delovanje in skrb za spominska obeležja.
Marko Koprivc, predsednik SD v Ljubljani, svetnik MOL Ljubljana in državni sekretar na Ministrstvu za kohezijo in regionalni razvoj RS, je dejal, da je bil praznik Janšev, da je bil uveden iz revanšizma in zaradi v preteklost usmerjenega ideološkega boja, da ne pripomore k pomiritvi ter da bi morala odločitev o njegovi uvedbi sprejeti državni zbor, in ne vlada. Glede Janševe grožnje z državljansko vojno je dejal, da ima »Ivan Janez« hude težave sam s seboj ter da je populist, ki obrača plašč po vetru, neti spore v družbi in izkorišča travme dela slovenske družbe, na čemer gradi svojo bazo podpornikov. Slovenski desnici je očital, da se nikoli ne pokloni žrtvam nacifašizma, da hodi samo na grobove domobrancev in da je odkrita ponosna naslednica kolaboracije in nacifašizma, kar naj bi se pokazalo pri avtoritarnem načinu vodenju prejšnje vlade. Na koncu zapisa je Koprivc dejal, da je ponosni naslednik Zveze komunistov.
Kolumnist Jože Poglajen je napisal, da je Janševa silovita besedna ofenziva zoper »neokomunistično pošast v Golobovi vladi, ki da žre demokracijo« posledica njegovega prizadevanja, da bi odvrnil pozornost od napovedane preiskave nezakonitih ugrabitev državnih organov in podjetij za potrebe njegove stranke. Malo čudaško se mu je zdelo, da poziva k orožju nekdo, ki so ga v 80. letih prejšnjega stoletja vrgli iz partije zaradi pretirane marksistične gorečnosti.
Kolumnist Martin Premk je zapisal, da svojega dneva spomina nimajo žrtve fašizma in nacizma, domačih izdajalcev, katoliške cerkve, diktature kralja Aleksandra in avstro-ogrskih vojn. Zanj je namen ukinjenega praznika ideološki boj in izključevanje pod izgovorom lažnega spoštovanja žrtev. Spomnil se je še spomenika žrtvam vseh vojn, ki ga je razglasil za popolnoma neopaznega in od vseh pozabljenega.